# Boży bojownicy

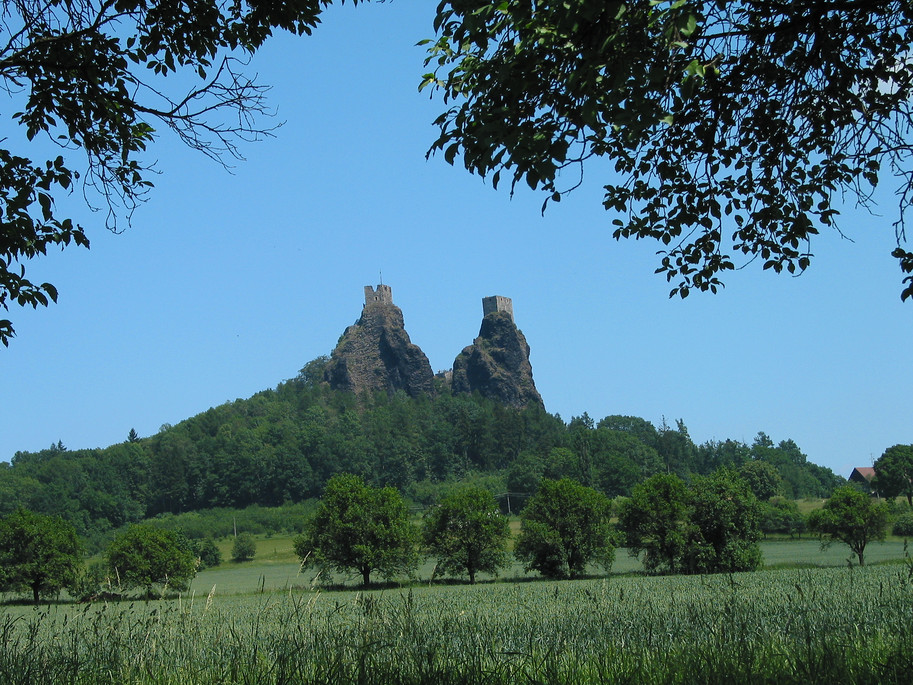
Ruiny zamku Troski z dwoma charakterystycznymi wieżami: Babą i Panną

Boży bojownicy – powieść historyczna z elementami fantastyki autorstwa Andrzeja Sapkowskiego, wydana w 2004 roku przez superNOWĄ. Kontynuacja Narrenturm. Akcja powieści rozgrywa się w Czechach i na Śląsku, a tłem dla niej są wojny husyckie.
Całość trylogii husyckiej to:
- Narrenturm
- Boży bojownicy
- Lux perpetua

## Fabuła
Akcja powieści rozpoczyna się w roku 1427, czyli dwa lata po zakończeniu wydarzeń przedstawionych w pierwszej części. Troje bohaterów: Reinevan, Szarlej i Samson Miodek przebywają w Pradze zdominowanej przez siły husyckie zwące siebie samych „Bożymi bojownikami”. Dostają tajne rozkazy od przywódcy taborytów zwanego Prokopem Gołym. Kontaktują się z miejscowymi czarodziejami w celu odczarowania Samsona. Udają się na wyprawę do zamku Troski na Podkarkonoszu w poszukiwaniu czarodzieja Rupiliusa Ślązaka. W drodze Reinevan zostaje porwany i trafia do lochów, w których nawiązuje kontakt z duchem Rupiliusa. Po ucieczce z lochów Reinmar trafia w ręce pomurnika - Birkarta von Grellenorta. Udaje mu się uciec dzięki pomocy Samsona. Bohaterowie udają się na Śląsk, aby wykonać tajne rozkazy polegające na nawiązaniu kontaktów z utajonymi szpiegami husytów.
Po długiej i mroźnej zimie rozpoczyna się atak husytów na ziemie śląskie. W marcu 1428 roku dochodzi do bitwy pod Nysą. 

## Wydania i tłumaczenia
Tłumaczenia:
- wydanie rosyjskie, wyd. AST – Chranitiel, Moskwa 2006
- wydanie czeskie, wyd. Leonardo, Ostrava 2005
- wydanie niemieckie, wyd. Dtv, München 2006
- wydanie słowackie, wyd. Slovart, 2005
- wydanie ukraińskie, wyd. Zielony Pies, Kijów, 2006

Powieść została także wydana w postaci audiobooka.